# Ioulia Tsvetkova
Pour les articles homonymes, voir Tsvetkova.
Ioulia Tcheslavovna Tsvetkova (en russe : Юлия Чеславовна Цветкова) (née Androuchko le 5 juillet 1985 à Hrodna) est une joueuse de volley-ball biélorusse naturalisée russe. Elle mesure 1,98 m et joue au poste de centrale. Elle est mariée au volleyeur russe Evgueni Tsvetkov.

## Clubs
| Club                        | De        | À         |
| --------------------------- | --------- | --------- |
| Grajdanka Saint-Pétersbourg | 1999-2000 | 2000-2001 |
| TTU Saint-Pétersbourg       | 2001-2002 | 2001-2002 |
| Leningradka                 | 2002-2003 | 2010-2011 |
| Severstal Tcherepovets      | 2011-2012 | 2011-2012 |
| Proton Balakovo             | oct 2012  | déc 2012  |
| Lokomotiv VK                | 2012-2013 | 2012-2013 |
| Khara Morin                 | 2013-2014 | 2013-2014 |
| Leningradka                 | jan 2014  | mai 2014  |
| Halkbank Ankara             | 2014-2015 | 2014-2015 |
| Ordu Telekom SK             | oct 2015  | déc 2015  |
| Maccabi Haïfa               | jan 2016  | 2016-2017 |
| KS Developres Rzeszów       | 2017-2018 | 2017-2018 |
| Maccabi Haïfa               | 2018-2019 | 2018-2019 |
| VK Almaty                   | 2019-2020 | …         |

## Palmarès
- Championnat d'Israël
  - Vainqueur : 2016, 2019.
  - Finaliste : 2017.
- Coupe d'Israël
  - Vainqueur : 2016, 2017.